# Mike Vogel
Michael James "Mike" Vogel (n. 17 iulie 1979, Abington Township, Pennsylvania) este un actor american  și fost model. Vogel și-a început cariera în actorie în 2001, apărând în câteva filme și seriale TV cum ar fi The Texas Chainsaw Massacre, The Sisterhood of the Traveling Pants, Grind, Poseidon, Blue Valentine, The Help sau Cloverfield.

## Filmografie

### Film
| AN   | TitlU                                 | Rol                  | Note |
| ---- | ------------------------------------- | -------------------- | --- |
| 2003 | Grind                                 | Eric Rivers          | |
| 2003 | The Texas Chainsaw Massacre           | Andy                 | |
| 2005 | Supercross                            | Trip Carlyle         | |
| 2005 | The Sisterhood of the Traveling Pants | Eric Richman         | |
| 2005 | Havoc                                 | Toby                 | DVD movie |
| 2005 | Rumor Has It…                         | Blake Burroughs      | |
| 2006 | Caffeine                              | Danny                | |
| 2006 | Poseidon                              | Christian            | |
| 2007 | The Deaths of Ian Stone               | Ian Stone            | |
| 2008 | Cloverfield                           | Jason "Hawk" Hawkins | |
| 2009 | Across the Hall                       | Julian               | |
| 2009 | Open Graves                           | Jason                | |
| 2010 | Blue Valentine                        | Bobby Ontario        | |
| 2010 | She's Out of My League                | Jack                 | |
| 2010 | Heaven's Rain                         | Brooks               | |
| 2011 | The Help                              | Johnny Foote         | Broadcast Film Critics Association Award for Best Cast National Board of Review Award for Best Cast Satellite Award for Best Cast – Motion Picture Screen Actors Guild Award for Outstanding Performance by a Cast in a Motion Picture Southeastern Film Critics Association Award for Best Cast Nominalizare —Central Ohio Film Critics Association for Best Cast |
| 2011 | What's Your Number?                   | Dave Hansen          | |
| 2013 | McCanick                              | Floyd Intrator       | |
| 2013 | Jake Squared                          | Actor Jake           | |

### Televiziune
| An        | Titlu             | Rol                   | Note                |
| --------- | ----------------- | --------------------- | ------------------- |
| 2001–2004 | Grounded for Life | Dean Piramatti        | 15 episoade         |
| 2003      | Wuthering Heights | Heath                 | film de televiziune |
| 2009      | Empire State      | Sam Cochrane          | film de televiziune |
| 2010      | Miami Medical     | Dr. Chris 'C' Deleo   | 13 episoade         |
| 2011      | Pan Am            | Dean Lowrey           | 14 episoade         |
| 2012      | Living Loaded     | Dan                   | film de televiziune |
| 2013      | Bates Motel       | Deputy Zach Shelby    | 7 episoade          |
| 2013      | Under the Dome    | Dale 'Barbie' Barbara |                     |
| 2013      | Living Loaded     | Dan                   |                     |